# Toros (Estesa de cavalls)
Toros (Estesa de cavalls), també conegut amb el títol A l'estiu, tota cuca viu és un oli sobre tela de Ramon Casas que es troba a la col·lecció permanent del Museu Nacional d'Art de Catalunya.

## L'autor
Ramon Casas (Barcelona, 1866–1932) és el millor pintor de la primera generació modernista i, juntament amb Santiago Rusiñol, va ser l'impulsor de la renovació de la pintura catalana del final del segle xix.

## Descripció
Va ser una de les obres que va formar part de l'Exposició Convidats d'Honor, exposició commemorativa del 75è aniversari del MNAC, que havia estat recentment adquirida pel MNAC.
Aquesta obra forma part d'una sèrie d'escenes taurines que el pintor va pintar entre 1884 i 1886. Casas tenia només 20 anys, però ja havia realitzat una producció notable, més pròpia d'un artista experimentat que d'un pintor novell com era aleshores. Fins al moment de la seva adquisició aquesta pintura només es coneixia per la reproducció que va publicar la revista Pèl & Ploma a la seva portada del 15 de maig de 1901, feta a partir d'un gravat monocrom, amb el títol de caràcter sarcàstic A l'estiu, tota cuca viu, títol que possiblement es deu a Miquel Utrillo, qui exercia les funcions de director de la revista.
Aquesta magnífica pintura, que va formar part de la primera exposició antològica que l'artista va celebrar a la Sala Parés de Barcelona el maig de 1900, segurament va ser adquirida directament al pintor per Charles Deering, el milionari americà amic de Casas que va reunir un nombre important de les seves obres.
La seva incorporació a les col·leccions del MNAC va permetre completar el conjunt de pintures i dibuixos de Casas que conserva el Museu, amb un tema que fins al moment no havia estat present a la col·lecció: els braus